# Gare de Chenonceaux
La gare de Chenonceaux est une gare ferroviaire française de la ligne de Vierzon à Saint-Pierre-des-Corps, située sur le territoire de la commune de Chenonceaux, dans le département d'Indre-et-Loire, en région Centre-Val de Loire.
C'est aujourd'hui une halte ferroviaire de la Société nationale des chemins de fer français (SNCF) desservie par des trains TER Centre-Val de Loire qui effectuent des missions entre Tours et Vierzon-Ville ou Bourges.

## Situation ferroviaire
Établie à 69 m d'altitude, la gare de Chenonceaux est située au point kilométrique (PK) 282,3 de la ligne de Vierzon à Saint-Pierre-des-Corps entre les gares ouvertes de Chissay-en-Touraine et de Bléré - La Croix.

## Service des voyageurs

### Accueil
Halte SNCF, c'est un point d'arrêt non géré (PANG) à entrée libre, équipée d'automates pour l'achat des titres de transport. Elle dispose de deux quais latéraux avec abris, décalés, et séparés de deux passages à niveau avec les rues menant au château de Chenonceau situé à proximité immédiate de la gare. La maison de garde-barrière, bien que toute proche, ne fait pas partie des bâtiments de la gare.

### Dessertes
Chenonceaux est desservie des trains TER Centre-Val de Loire qui effectuent des missions entre Tours et Saint-Aignan - Noyers, Vierzon-Ville, Bourges, Nevers ou encore Lyon-Perrache.

### Fréquentation
La majorité des voyageurs montant ou descendant en gare sont des touristes venus visiter le château de Chenonceau. De 2015 à 2023, selon les estimations de la SNCF, la fréquentation annuelle de la gare s'élève aux nombres indiqués dans le tableau ci-dessous.
| Année     | 2015   | 2016   | 2017   | 2018   | 2019   | 2020   | 2021   | 2022   | 2023   |
| --------- | ------ | ------ | ------ | ------ | ------ | ------ | ------ | ------ | ------ |
| Voyageurs | 46 471 | 48 162 | 48 742 | 44 593 | 45 390 | 30 101 | 39 711 | 61 257 | 70 593 |

### Intermodalité
Un parking pour les véhicules est aménagé.